# Pedro Juan Osorio
Pedro Juan Osorio y Olivares; (Concepción, 1772 - Valparaíso, 1840). Hijo de don Francisco Osorio y Juana de Olivares. Contrajo nupcias con María del Carmen Álvarez Berríos, con quien solo tuvo una hija, Rosa. Dedicado a la agricultura y ganadería en los predios de su padre en el Alto Biobío. 
Elegido Diputado por Concepción (1824-1825) y (1825-1826). En 1829 fue elegido Diputado suplente por Coquimbo, pero nunca fue llamado a incorporarse. Ese mismo año fue nombrado alcalde de La Serena, desempeñándose hasta 1830.